# Смешанная парная сборная Шотландии по кёрлингу на колясках
Смешанная парная сборная Шотландии по кёрлингу на колясках — смешанная национальная сборная команда (составленная из одного мужчины и одной женщины), представляет Шотландию на международных соревнованиях по кёрлингу на колясках. Управляющей организацией выступает «Королевский шотландский клуб кёрлинга» (англ. Royal Caledonian Curling Club).

## Результаты выступлений

### Чемпионаты мира
| Год  | Место | Игры | Победы | Поражения | Состав (женщина, мужчина, тренер)                                    |
| ---- | ----- | ---- | ------ | --------- | -------------------------------------------------------------------- |
| 2022 | 14    | 8    | 3      | 5         | Меган Доусон-Фаррелл, Грегор Юэн, тренеры: Шейла Суон, Нэнси Смит    |
| 2023 | 8     | 9    | 4      | 5         | Шарлотта Маккенна, Дэвид Мелроуз, тренеры: Робин Брайдон, Kenny More |
| 2024 | 10    | 6    | 2      | 4         | Шарлотта Маккенна, Гэри Смит, тренер: Niall Ryder                    |
| 2025 | 2     | 6    | 2      | 4         | Шарлотта Маккенна, Хью Нибли, тренер: Niall Ryder                    |

(данные отсюда:)